# Ezra P. Savage

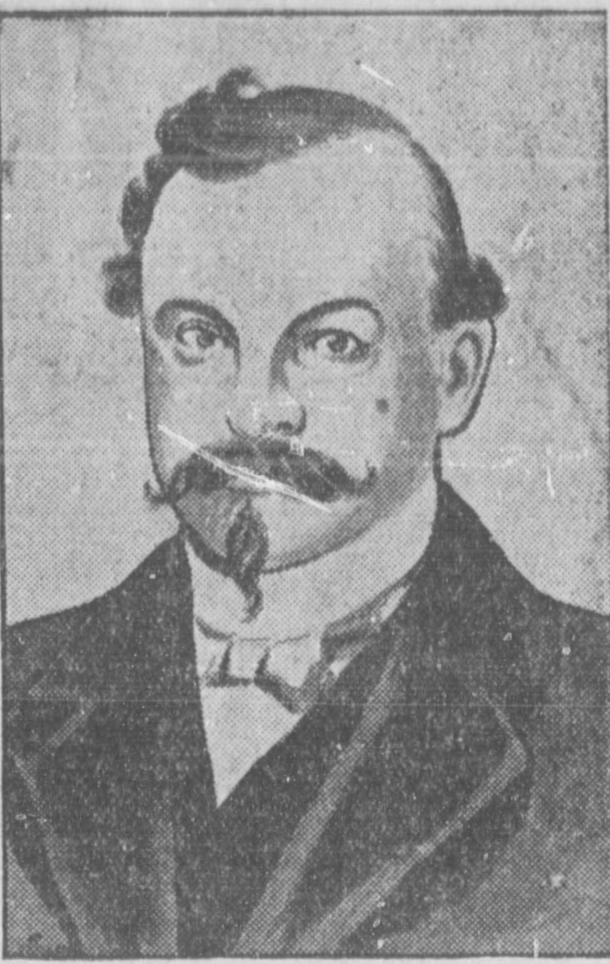
Ezra Savage

Ezra Perin Savage (* 3. April 1842 in Connersville, Fayette County, Indiana; † 8. Januar 1920 in Tacoma, Washington) war ein US-amerikanischer Politiker und zwischen 1901 und 1903 der 13. Gouverneur des Bundesstaates Nebraska.

## Frühe Jahre und politischer Aufstieg
Ezra Savage besuchte die Davenport High School in Iowa und das Iowa College. Nach einem Jurastudium wurde er im Jahr 1878 als Rechtsanwalt zugelassen. Kurz darauf zog er nach Nebraska. Im Jahr 1877 wurde Savage zum Bürgermeister von South Omaha gewählt, das damals ein eigenständiger Ort war und später ein Stadtteil von Omaha wurde. 1883 erfolgte seine Wahl in das Repräsentantenhaus von Nebraska; 1888 war er Stadtrat in South Omaha. Im Jahr 1900 wurde er als Kandidat der Republikanischen Partei zum Vizegouverneur von Nebraska gewählt.

## Gouverneur von Arkansas
Nachdem der amtierende Gouverneur Charles Henry Dietrich nach knapp viermonatiger Amtszeit am 1. Mai 1901 zurückgetreten war, um in den US-Senat zu wechseln, musste Savage als dessen Stellvertreter den Gouverneursposten übernehmen und die angebrochene Amtszeit beenden. Damit amtierte er zwischen dem 1. Mai 1901 und dem 8. Januar 1903. Seine Amtszeit verlief ohne nennenswerte Höhepunkte. Allerdings hat die von Savage ausgesprochene Begnadigung eines verurteilten ehemaligen Finanzministers von Nebraska Proteste hervorgerufen, die zu seinem Verzicht auf die Teilnahme an den Gouverneurswahlen des Jahres 1902 führten. Nach dem Ende seiner Amtszeit zog sich Savage aus der Politik zurück. Später zog er nach Tacoma im Staat Washington, wo er in das Holzgeschäft einstieg. Dort ist er auch gestorben und begraben. Savage war dreimal verheiratet und hatte insgesamt sechs Kinder.